# 中華民國國家安全局
中華民國國家安全局（簡稱國安局），前身是「中國國民黨中央委員會政治行動委員會」，現為中華民國國家安全會議唯一附屬機關，不歸行政院管轄，直接對總統負責，也是中華民國最主要的情報機構，主要負責處理統合國家情報、策劃特種勤務兩大業務，局本部現址位於陽明山磐石營區。

## 歷史
1949年8月20日，當時已「下野」的中華民國總統蔣中正以中國國民黨總裁身分在臺北市圓山成立「中國國民黨中央委員會政治行動委員會」，以統合中華民國政府各情報機構；蔣中正於1950年復任總統後，政治行動委員會隨之改為總統府機要室資料組（所在處今「劍潭青年活動中心」），由蔣經國擔任主任。
1954年10月，總統府機要室資料組改組為國家安全局（早期英文簡稱為CCIA），隸屬於國防會議，第一任局長為鄭介民。至1955年，蔣中正政府進行情報機構改制：內政部調查局（今法務部調查局）負責治安偵查工作；國防部保密局與國防部大陸工作處合併為國防部情報局（今國防部軍事情報局），負責國防軍事戰略相關之情報工作；國家安全局則成為各情報機構的最高統籌機關，對各情報機構負有督導、考核、指導和協調作用，並負責對外國際情報工作。1967年2月1日，國防會議裁撤；1967年2月16日，動員戡亂時期國家安全會議成立，國家安全局亦隨之改隸。
1993年12月30日李登辉签署總統令公布《國家安全會議組織法》及《國家安全局組織法》後，國家安全局即於1994年1月1日正式法制化，確立了組織綜合國家情報、策劃特種勤務等策劃與執行，以「依法行政」、「行政中立」、「情治分立」為原則。2005年2月5日陈水扁签署總統令公布《國家情報工作法》後，強化國家安全局組織統籌一切所轄情報機構的法源依據，強化組織行政基礎、組織制度。

## 組織員額

### 局本部
- 局長1人：特任或二級上將
  - 副局長3人：簡任第十四職等或中將（一人為政務副局長，二人為常務副局長）
    - 主任秘書1人：簡任第十三至第十四職等或中將
    - 特派員3人、特勤中心副指揮官：中將或簡任第十三至簡任第十四職等
    - 處長8人：少將至中將或簡任第十三職等
    - 主任3人：少將或簡任第十二職等
    - 站長8人：少將或簡任第十二職等
    - 執行長1人：少將或簡任第十二職等
    - 參事6人：少將或簡任第十二職等
    - 研究委員14人：少將或簡任第十一職等
    - 副處長14人：少將、上校或簡任第十職等至第十一職等
    - 副主任3人：少將、上校或簡任第十職等至第十一職等
    - 督察4人：少將、上校或簡任第十職等至第十一職等
    - 專門委員30人：少將、上校或簡任第十職等至第十一職等
      - 組長71-84人：上校或薦任第九職等至簡任第十職等
      - 主任教官1人：上校或薦任第九職等至簡任第十職等
      - 研析員63人：上校或薦任第九職等至簡任第十職等
      - 隊長1人：上校或薦任第九職等至簡任第十職等
      - 副組長31-34人：上校、中校或薦任第八職等至簡任第十職等
      - 教官12人：上校、中校或薦任第八職等至簡任第十職等
      - 科長34-39人：中校或薦任第九職等
      - 臺長2-3人：中校或薦任第九職等
      - 編審105-232人：中校或薦任第七職等至第九職等（內62人得列上校或簡任第十職等）
      - 小組長27-39人：中校或薦任第七職等至第九職等
      - 研譯員58-67人：中校或薦任第七職等至第九職等
      - 組（科）員467-586人：少校、上尉或中尉或委任第五職等或薦任第六職等至第七職等
        - 辦事員87-117人：中尉、少尉或委任第三職等至第五職等
        - 作業員42-60人：士官或委任第一職等至第三職等
        - 書記80-95人：士官或委任第一職等至第三職等

## 單位編制
中華民國國家安全局主要分為三大部門：情報業務處、情報支援單位、中心。
情報業務單位
進行臺灣海峽地區、國際諜報工作、密碼裝備研發、國際戰略情報研究等。
- 第一處：負責國際情報工作。
- 第二處：負責中國大陸情報工作。
- 第三處：負責中華民國自由地區情報工作。
- 第四處：負責國家戰略情報研析。
- 第五處：負責科技情報與電訊安全工作。
- 第六處：負責密碼及其裝備之管制、研製。
- 第七處：又稱網域安全處，負責網路情報偵搜工作。
- 第八處：又稱督察處，負責內部反情報工作。
- 國家安全作業中心：負責公開情報蒐整有關事項。

情報支援單位
人事處、會計處、政風處、秘書室、資訊室、總務室
中心
- 教育訓練中心：負責教育訓練。
- 電訊科技中心：負責掌管電訊科技情報。中心主任由副局長兼任。
- 特種勤務指揮中心：負責維護正副總統與其家屬、卸任正副總統與特定人士、正副總統候選人之安全。特勤中心指揮官由國安局局長兼任，下設兩席中將副指揮官（一席為總統府侍衛長兼任、另一席為專任）。

## 任務
國家安全局主要負責三大任務：國家安全情報、特種勤務策劃執行、統籌密碼管制研發。
- 綜理國家安全情報工作：掌握國際情報、北京當局與中國人民解放軍情報、中華民國安全情報，國家戰略情報分析、科技情報電訊研發工作。可對國防部軍事情報局、國防部電訊發展室、國防部軍事安全總隊等情報機關，及海洋委員會海巡署、國防部政治作戰局、國防部憲兵指揮部、內政部警政署、內政部移民署及法務部調查局等視同情報機關所主管之有關國家情報事項，負責統合、協調、支援。
- 特種勤務策劃執行工作：負責維護正副總統、卸任正副總統、選舉時期的總統候選人人身安全。
- 統籌密碼管制研發工作：依政府機關密碼管制等政策行事，藉由政府密碼管制機制，建立綿密資通保密網路，維護政府施政無虞。

## 歷任局長
國家安全局局長由現役「二級上將」或「特任文官」擔任。
| 任次 | 任期                           | 圖片                           | 姓名               | 備註                                                                                                 |
| ---- | ------------------------------ | ------------------------------ | ------------------ | --- |
| 1    | 1954年8月－1959年12月11日      |                                | 鄭介民 (1897–1959) | 陸軍一級上將，曾任國防部保密局局長、參謀次長，任內逝世                                               |
| 2    | 1959年12月12日－1962年11月30日 |                                | 陳大慶 (1904–1973) | 陸軍一級上將，副局長升任，前京滬杭警備副總司令                                                       |
| 3    | 1962年12月1日－1967年6月30日   |                                | 夏季屏 (1908–1977) | 陸軍中將占缺，原臺灣警備總司令部副總司令                                                             |
| 4    | 1967年7月1日－1972年6月30日    |                                | 周中峰 (1915–1985) | 陸軍中將占缺，原臺灣省警務處處長                                                                     |
| 5    | 1972年7月1日－1981年11月30日   |                                | 王永樹 (1910–1989) | 陸軍中將占缺，原憲兵司令部司令                                                                       |
| 6    | 1981年12月1日－1985年12月14日  |                                | 汪敬煦 (1918–2011) | 陸軍二級上將，原臺灣警備總司令部總司令                                                               |
| 7    | 1985年12月15日－1993年7月31日  |                                | 宋心濂 (1922–1994) | 陸軍二級上將，原金門防衛司令部司令，曾擔任三民主義青年團團長                                         |
| 8    | 1993年8月1日－1999年1月31日    |                                | 殷宗文 (1932–2003) | 陸軍二級上將，副局長升任，前澎防部司令、國防部軍事情報局局長                                         |
| 9    | 1999年2月1日－2001年8月15日    |                                | 丁渝洲 (1944–)     | 陸軍二級上將，原國防部軍事情報局局長                                                                 |
| 10   | 2001年8月16日－2004年3月31日   |                                | 蔡朝明 (1943–)     | 特任，退役陸軍中將，副局長升任，首位台籍國安局長                                                     |
| 11   | 2004年4月1日－2007年2月6日     |                                | 薛石民 (1943–)     | 陸軍二級上將，原國防部後備司令部司令                                                                 |
| 12   | 2007年2月7日－2008年6月19日    |                                | 許惠祐 (1952–)     | 特任文官，原行政院海岸巡防署署長，首位非軍職出身                                                     |
| 13   | 2008年6月20日－2009年3月10日   |                                | 蔡朝明 (1943–)     | 特任                                                                                                 |
| 代   | 2009年3月11日－2009年4月30日   |                                | 蔡得勝 (1949–)     | 副局長代理                                                                                           |
| 14   | 2009年5月1日－2014年5月11日    | 特任，退役陸軍中將，副局長升任 | 蔡得勝 (1949–)     | |
| 15   | 2014年5月12日－2015年7月23日   |                                | 李翔宙 (1952–)     | 特任，就任时为现役陸軍二級上將，原國防部軍備副部長，首位曾任陸軍司令部司令與國防部副部長者出身       |
| 16   | 2015年7月24日－2016年10月25日  |                                | 楊國強 (1950–)     | 特任，退役陸軍中將，曾任副局長                                                                       |
| 17   | 2016年10月26日－2019年7月22日  |                                | 彭勝竹 (1950–)     | 特任，退役空軍二級上將，首位曾任空軍司令部司令與國防部軍事情報局局長，亦是首位空軍出身國安局長       |
| 代   | 2019年7月23日－2019年7月23日   |                                | 柯承亨 (1962–)     | 副局長代理，前國防部副部長、國家安全會議副秘書長、海峽交流基金會副董事長兼秘書長                     |
| 18   | 2019年7月24日－2021年2月22日   |                                | 邱國正 (1953–)     | 特任，退役陸軍二級上將，原退輔會主委，第二位曾任陸軍司令部司令、國防部副部長及首位曾任參謀總長者出身 |
| 19   | 2021年2月23日－2023年1月30日   |                                | 陳明通 (1955–)     | 特任文官局長，前大陸委員會主任委員，首位學者出身、民主進步黨籍出身的國安局長                         |
| 20   | 2023年1月31日－現任            |                                | 蔡明彥 (1967–)     | 特任文官局長，前外交部政務次長                                                                       |

## 局徽
國安局局徽設計採用漢代圓形文字瓦當圖案，瓦當圖案原本即寓有祈願、祈福之意，中心處為青天白日國徽，顯示為中華民國之國家安全局；外圍環繞白底紅字篆書「安如磐石」四字，期許國安局為國家安全之磐石；外圈以金色為底，兩枝墨綠色橄欖枝代表能使社會安和、民生樂利。整體寓有國安局於全民託付下，以鞏固國家安全與維護社會安定為核心任務，期盼能成為國家安全之磐石，使民生得以安和樂利。